# Thérèse Gallifa Palmarola
Thérèse Gallifa Palmarola (Sant Hipòlit de Voltregà, 21 juin 1850 - Barcelone, 17 mars 1907) est une religieuse espagnole, fondatrice des servantes de la Passion et reconnue vénérable par l'Église catholique.

## Biographie
Elle naît le 21 juin 1850 à Sant Hipòlit de Voltregà près de Vic dans la province de Barcelone. Elle se marie à 18 ans mais devient veuve à 32 ans. Elle s'installe à Vic avec ses deux jeunes enfants pour trouver plus facilement du travail et rencontre le Père clarétain Valentín Morlá, qui devient son directeur spirituel et un soutien dans les moments difficiles ; elle doit en effet d'abord mendier avant de trouver un travail de garde d'enfants. Un autre prêtre clarétain, le père Ramonet, découvre en elle la femme qu'il cherche pour diriger un mouvement de sages-femmes chrétiennes pour s'opposer à celles qui exercent déjà cette profession en pratiquant également des avortements. Le Dr Santoll, gynécologue de Vic, la forme pour qu'elle apporte son aide lors des accouchements ; elle est rapidement appréciée pour sa gentillesse, son savoir-faire et ses conseils aux familles. À l'instigation de son confesseur, elle termine ses études officielles de sage-femme à l'université de Barcelone, tout en prenant soin de son fils Jaime. 
En 1886, elle obtient son diplôme de sage-femme et propose la création d'une congrégation religieuse à Mgr Morgades ; mais il refuse car il pense qu'elle n'a pas suffisamment de ressources humaines ou matérielles. Cependant, il approuve l'ouverture en 1886 d'un foyer à Vic, nommé l'asile de la Visitation, où elle accueille neuf femmes enceintes. L'initiative suscite cependant des réticences dans la ville, qui voit les « pécheresses » recevoir de l'aide et non une punition. En 1891, la fondatrice déménage à Barcelone mais laisse à Vic un petit groupe qui désire rester. Elle se rend à Rome en 1894 pour obtenir la reconnaissance de son œuvre par l'Église mais ne reçoit que la bénédiction du pape Léon XIII.
Le 8 décembre 1894, Thérèse et deux compagnes prononcent des vœux religieux privés. Le 30 septembre 1896, elle reçoit un nouveau coup dur avec la mort de son seul fils qu'il lui restait, Jaime, 17 ans. Elle utilise l'argent qu'elle avait réservé pour lui pour acquérir la première maison de l'institut naissant ; le déménagement a lieu le 17 avril 1899.
En 1903, le cardinal Casañas approuve la communauté mais comme pieuse union mais refuse de le reconnaître comme un institut de vie consacrée et interdit à ses membres de prendre un habit religieux ou de prononcer des vœux religieux publics. L'année suivante, Casañas autorise pendant trois ans la pieuse union et leur permet de faire une promesse de persévérance, en remplacement des vœux. Le fait que ses membres exercent la profession de sage-femme rend peu probable son approbation comme congrégation religieuse. Malgré tout, l'œuvre dirigée par Thérèse depuis vingt ans est devenue un refuge pour les femmes enceintes pauvres avec une crèche, un jardin d'enfant et une école pour former les sages-femmes. Son institut sera reconnu seulement après sa mort.
Elle meurt à Barcelone en 1907 ; son corps repose dans la chapelle de la maison générale de Barcelone. En 1972, le procès de béatification de la fondatrice commence lorsque le cardinal Jubany la déclare serviteur de Dieu. Le 25 juin 1996, elle est reconnue vénérable par Jean-Paul II.